# Cleora limitata
Cleora limitata là một loài bướm đêm trong họ Geometridae.